# Canacidae
Canacidae Jones, 1906, è una famiglia di insetti dell'ordine dei Ditteri (Brachycera: Cyclorrhapha: Acalyptratae), simili nell'aspetto ai moscerini della frutta.
La maggior parte di questi insetti è associata ad ambienti costieri marini ed oceanici, perciò sono noti, in inglese, con nomi che fanno riferimento al loro tipico habitat, come beach flies, surf flies e surge flies ("mosche della spiaggia", "dell'onda", "della marea").

## Inquadramento sistematico
L'inquadramento sistematico di questa famiglia ha subito una recente revisione tassonomica con l'unione dei Canacidae sensu stricto e dei Tethinidae. Fino al 2007, infatti, i Canacidae sensu lato erano distinti in due famiglie affini, Canacidae sensu stricto e Tethinidae, ma già dagli anni ottanta si ipotizzava la possibile unione in un unico taxon. L'ipotesi di unione si è rafforzata negli anni novanta, alla luce di nuove acquisizioni in materia di filogenesi, al punto che i ditterologi che si sono occupati, nell'ultimo ventennio, di queste famiglie (Freidberg, Mathis, Munari, D. McAlpine) hanno frequentemente fatto riferimento all'insieme delle due famiglie usando termini informali come complex o assemblage.
L'unione è stata formalizzata nel 2007 da David Kendray McAlpine. L'entomologo australiano suddivide la famiglia sensu lato nelle sei sottofamiglie che, nell'insieme, componevano i Canacidae sensu stricto e i tradizionali Tethinidae:
- Apetaeninae, Horaismopterinae, Pelomyiinae e Tethininae provengono dalla famiglia dei Tethinidae sensu stricto, nell'accezione ricorrente fino agli anni ottanta.
- Canacinae si identifica con la famiglia Canacidae sensu stricto, trattata dallo statunitense Mathis (1998) nel Manual of Palaearctic Diptera, e con la sottofamiglia Canacinae, definita da D. McAlpine (1982) e citata dal canadese James Francis McAlpine (1989) nel Manual of Nearctic Diptera. In sostanza si identifica con l'accezione stretta della famiglia ricorrente nella letteratura prodotta dagli anni ottanta agli anni novanta con l'esclusione dei generi Zalea e Suffomyia. Mathis distingueva i Canacinae sensu D. McAlpine in due sottofamiglie, Canacinae e Nocticanacinae, usando questa suddivisione anche nei lavori più recenti, come ad esempio nel Manual of Palaearctic Diptera e nel catalogo Fauna Europaea.
- Zaleinae è una sottofamiglia dalla posizione più incerta e apparentemente controversa. La sottofamiglia fu definita da D. McAlpine, con il nome Zalinae, nel 1982, per includervi l'unico genere Zale, di nuova descrizione. Successivamente, nel 1985, lo stesso Autore cambiò il nome del genere in Zalea e, di conseguenza, della sottofamiglia in Zaleinae, al fine di risolvere un caso di omonimia. D. McAlpine incluse la sottofamiglia nei Canacidae, collocazione che è stata adottata fino agli anni novanta. Nel 1995, l'israeliano Freidberg descrive un nuovo genere, Suffomyia, e lo inserisce nella sottofamiglia Zaleinae. A seguito di questa inclusione, il ditterologo rivede le relazioni filogenetiche fra le due famiglie e giunge alla conclusione che gli Zaleinae si collocano come clade intermedio fra i Canacidae sensu stricto e i Tethinidae sensu stricto. Negli anni successivi, la posizione sistematica degli Zaleinae resta incerta, ma formalmente viene spostata nei Tethinidae dall'italiano Munari nel Manual of Palaearctic Diptera (1998).

Per maggiore chiarezza, in questa sede, si usano le denominazioni Canacidae e Canacidae s.l. (sensu lato) per fare riferimento all'intero taxon secondo la classificazione più recente (sensu D. McAlpine 2007), la denominazione Canacidae s.s. (sensu stricto) per far riferimento all'accezione storica della famiglia con esclusione degli Zaleinae, la denominazione Tethinidae s.s. per far riferimento all'accezione storica della famiglia Tethinidae e, infine, la denominazione Zaleinae per fare riferimento alla sottofamiglia nell'accezione attuale (sensu Freidberg 1995).

## Descrizione

### Adulto
Gli adulti hanno corpo di piccole dimensioni, lungo 1,6-5 mm, con livrea di colore variabile dal nero al bruno, al grigio al giallastro e con tegumento di aspetto pruinoso per la copertura tomentosa.
Il capo è grande, di forma variabile ma generalmente globosa, con fronte ampia, gene più o meno ampie, clipeo prominente. È provvisto di tre ocelli e occhi relativamente piccoli. Le antenne sono brevi e aristate, con primo flagellomero di forma globosa e arista pubescente o glabra, inserita in posizione basale e dorsale.
La chetotassi varia secondo le sottofamiglie e si presenta particolarmente complessa a causa di una controversa interpretazione, che riguarda l'identificazione e la denominazione delle setole posizionate dietro il triangolo ocellare. La regione frontale presenta differenti tipi di setole fronto-orbitali:
- lungo il margine dorsale-anteriore degli occhi sono allineate 1-5 paia di setole periorbitali: nei Canacidae s.s. sono in numero di 3-5 paia marcatamente lateroclinate; negli Zaleinae 3 paia, reclinate o, la superiore, lateroclinata; nella generalità dei Tethinidae s.s. 1-3 paia reclinate, ad eccezione di Tethina, in cui sono presenti 4-5 paia lateroclinate;
- le setole periorbitali sono accompagnate in genere da una serie di peli o brevi setole
- la placca frontale è generalmente glabra o ricoperta da una pubescenza diffusa, ma nei Canacinae e nei Tethininae sono presenti setole frontali più o meno sviluppate. Nei Canacinae e negli Zaleinae possono essere presenti una o più paia di setole frontali medioclinate o proclinate, allineate in due serie simmetriche; nei Tethinidae sono presenti setole frontali allineate su quattro serie simmetriche a due a due: quelle più esterne, prossime alle setole periorbitali, sono composte da tre o più paia di brevi setole medioclinate e proclinate, quelle centrali, allineate ai lati della linea mediana della fronte, sono composte da più paia di setole anch'esse medioclinate e proclinate.

Le setole ocellari e le verticali esterne ed interne sono bene sviluppate e robuste. Nella regione postocellare è presente, in genere, un paio di setole paraverticali, più o meno sviluppate e robuste, divergenti negli Zaleinae e convergenti nel resto della famiglia, del tutto assenti nei Calacinae e in alcuni Apetaeninae. Queste setole sono inserite dietro il triangolo ocellare e più lateralmente rispetto ai due ocelli posteriori, perciò sono più o meno ampiamente distanziate fra loro. In diversi generi dei Canacinae, in tutte le specie del genere Dasyrhicnoessa e in alcune specie di Tethina, sono presenti altre due setole, posizionate lungo il margine posteriore del triangolo ocellare, fra i due ocelli, e anteriormente rispetto alle altre due paraverticali. Queste due setole sono molto ravvicinate ma largamente divergenti e di sviluppo vario, da sottili a più o meno robuste. Nel resto della famiglia sono invece assenti o insignificanti. La posizione di queste due setole ricorda le cosiddette setole postocellari presenti in molte altre famiglie di Acalyptratae, ma è opinione condivisa che tali setole siano peli ocellari differenziati, perciò sono denominate setole pseudopostocellari, termine proposto da Wirth (1987). Nell'intera famiglia le setole postocellari vere e proprie sarebbero perciò assenti. In realtà questo aspetto è oggetto di controversia fra alcuni Autori, in quanto le setole paraverticali sono ritenute da D. McAlpine vere postocellari. La chetotassi della regione genuale e peristomale comprende annessi tricoidei di vario aspetto secondo il taxon. Le vibrisse sono assenti o presenti, incurvate e più o meno sviluppate, alle quali possono succedere una o più paia di setole sottovibrissali. In diversi Tethinidae s.s. è presente una serie di brevi setole o peli lungo il margine inferiore delle gene, mentre le gene possono glabre o rivestite da radi peli o brevi setole più o meno robuste. Nei Canacinae sono ben visibili una o più setole per lato, lunghe, robuste e inclinate verso l'alto, disposte lungo una linea obliqua che si estende dal margine inferiore dell'occhio ai lati del clipeo.
L'apparato boccale è di tipo lambente-succhiante, ben sviluppato, di lunghezza variabile secondo la conformazione della parte inferiore del capo, piuttosto breve negli Apetaeninae. I labella sono ampi e carnosi e i palpi mascellari moderatamente sviluppati o piuttosto lunghi negli Zaleinae e nei Canacinae.
Il torace è ampio e leggermente convesso. La chetotassi comprende quattro o più paia di setole dorsocentrali, di cui il primo presuturale, 1-2 paia di scutellari, 1-3 paia di omerali (assenti in alcuni Apetaeninae), 1-2 paia di notopleurali e, in genere, 1-3 paia di sopralari, di cui una presuturale, un paio di infralari presuturali e due paia di postalari. Gli annessi acrosticali sono formati da due o più serie di peli più o meno robusti ed eventualmente un paio di setole prescutellari, non sempre presenti. Sulle pleure sono presenti o assenti setole nell'episterno dorsale e nell'episterno ventrale; il numero e la disposizione di queste setole varia secondo il gruppo. Spesso, nell'episterno dorsale sono presenti una o due setole inserite presso il margine posteriore e dirette posteriormente e un'altra setola inserita presso la parte posteriore del margine dorsale, diretta verso l'alto. Le zampe sono relativamente brevi e sottili, rivestite da una pubescenza diffusa, senza setole di particolare sviluppo.
Le ali sono ben sviluppate nella maggior parte della famiglia, generalmente ialine o leggermente offuscate di bruno o giallastro, raramente con pigmentazioni zonali, con alula e lobo anale in genere pronunciati. Alcune specie del genere Apetaenus sono meiottere, ma non si conoscono forme attere. La nervatura è priva di particolari peculiarità. La costa si estende fino alla confluenza della media e presenta una sola frattura subcostale. La subcosta è completa e distinta da R1, ma il suo tratto distale è strettamente ravvicinato a questa e quasi fuso. La radio si divide in tre rami, con R1 breve e robusto e R2+3 e R4+5 lunghi, terminanti in posizione subapicale e apicale. La media è indivisa, la cubito è divisa in due rami, con CuA1 ben sviluppato e CuA2. Quest'ultima è in genere ben conformata ma breve e confluente su A1, mentre negli Zaleinae è quasi del tutto assente. Vena A1+CuA2 sempre incompleta e di sviluppo variabile ma, in generale, è piuttosto breve oppure è prolungata da una leggera piega. La seconda anale (A2) è ben visibile ma non sclerificata. In generale sono presenti e complete le nervature trasversali radio-mediale e medio-cubitale basale e discale, con cellule basali, discale e cup chiuse, ma nei Pelomyiinae manca la medio-cubitale basale, con conseguente fusione della seconda cellula basale con la discale.
L'addome è più o meno cilindrico, composto da sei uriti apparenti nel maschio, sette nella femmina. Nel maschio, gli uriti terminali sono generalmente simmetrici; il sesto tergite si fonde con l'ottavo sternite per formare un unico sclerite dorsale, mentre gli scleriti ventrali sono indistinguibili. Nella femmina, gli uriti terminali sono telescopicamente retrattili nei Tethinidae s.s.. In alcuni generi dei Canacidae s.s., il tergite e lo sternite del settimo urite sono fusi.

### Le controversie sulla chetotassi della regione postocellare
Negli Acalyptratae ricorre, in genere, la presenza di due setole, più o meno robuste, posizionate lungo il margine posteriore del triangolo ocellare. Queste setole sono denominate "postverticali" nella vecchia letteratura, già dall'Ottocento e il termine è usato talvolta anche nella letteratura recente. Steyskal (1976) propose la denominazione "setole postocellari"; la stessa è adottata sia nel Manual of Nearctic Diptera sia nel Manual of Palaearctic Diptera e, di conseguenza, ricorre ampiamente nella letteratura che fa riferimento a queste due opere fondamentali. Altre due setole, presenti solo in alcune famiglie di Acalyptratae, sono ubicate posteriormente e lateralmente rispetto al triangolo ocellare, e sono denominate "occipitali interne" nella vecchia letteratura. Steyskal (1976) usa invece la denominazione "setole paraverticali"; la stessa denominazione è adottata nella nomenclatura fondamentale dei due manuali citati.
La natura e la denominazione delle setole paraverticali sensu Steyskal, nei Canacidae, è oggetto di una fondamentale controversia fra J. McAlpine (1989) e D. McAlpine (2007), che discutono in modo dettagliato e approfondito l'omologia, in relazione ad altre famiglie di Acaliptrati, e la conseguente pertinenza della nomenclatura. Nel contempo, le principali descrizioni che si sono succedute nel corso di un trentennio, sui singoli taxa che confluiscono nei Canacidae s.l., riportano un quadro complesso e confuso, ai fini della comparazione, per i seguenti motivi:
1. gli Autori indicano queste setole con differenti nomi, in parte sono incongruenti;
2. l'interpretazione dell'omologia in alcune descrizioni è controversa e non è sufficientemente chiara per carenza o assenza di riferimenti alla terminologia adottata. Infatti, solo J. McAlpine (1989) e D. McAlpine (2007) si soffermano in una trattazione specifica e accurata facendo opportuni riferimenti comparati alle terminologie usate da altri Autori;
3. le descrizioni fanno riferimento a gruppi variabili, secondo il periodo, in funzione della posizione attribuita ai generi Zalea e Suffomyia.

| Ricorrente nella generalità dei Canacidae | Ricorrente in molti Thetininae |
| Schemi comparati della chetotassi della regione verticale e postocellare. i vt: setole verticali interne; o vt: setole verticali esterne; pvt: setole paraverticali sensu Steyskal 1976 e J.F. McAlpine 1989 (=setole postverticali sensu D.K. McAlpine 2007, setole occipitali interne sensu Hendel 1928); ps: setole pseudopostocellari sensu Wirth 1987 e autori più recenti (=setole postocellari sensu Hendel 1928); oc: setole ocellari; t: triangolo ocellare. |                                |
| Come ricorrente in molti Canacinae | Ricorrente in molti Zaleinae   |

J. McAlpine (1989), precisando di essere in disaccordo con altri Autori precedenti, fra cui il suo omonimo australiano, ritiene che le due setole esterne e posteriori, presenti nella maggior parte della famiglia e generalmente convergenti, debbano essere interpretate come setole paraverticali sensu Steyskal (1976), denominate anche occipitali interne nella letteratura più datata. Queste setole, pertanto, non sarebbero omologhe delle setole postverticali (o postocellari sensu Steyskal) ricorrenti negli Acalyptratae. Le due setole divergenti più interne, presenti solo in alcuni generi sia dei Tethinidae s.s. sia dei Canacidae s.s. e assenti o insignificanti nel resto della famiglia, vanno interpretate come peli ocellari differenziati e la denominazione più appropriata è quella di setole pseudopostocellari.
D. McAlpine (2007), a sua volta, smentisce il suo omonimo canadese e sostiene che le setole più esterne e posteriori (ovvero le paraverticali secondo la terminologia di Steyskal e J. McAlpine) sono in realtà vere setole postverticali e, quindi, omologhe delle setole postocellari usualmente presenti in molti Acaliptrati. In merito alle altre due setole, concorda invece con l'interpretazione proposta da Wirth (1987) e J. McAlpine (1989) nel Manual of Nearctic Diptera, ovvero che trattasi di peli ocellari specializzati e che possano essere denominate setole pseudopostocellari.
In merito alle differenti descrizioni e terminologie adottate, nella tabella seguente sono riassunte le indicazioni riportate da alcuni ditterologi nelle pubblicazioni più significative, citate in letteratura, dalla fine degli anni ottanta ad oggi.
| Autori                 | Taxa descritti             | Setole paraverticali sensu Steyskal (1976)                                                              | Setole postocellari sensu Steyskal (1976) | Setole pseudopostocellari sensu Wirth (1987)                                                  | Fonte  |
| ---------------------- | -------------------------- | --- | --- | --------------------------------------------------------------------------------------------- | ------ |
| Vockeroth (1987)       | Tethinidae s.s.            | chiamate "occipitali interne", da piccole a moderatamente robuste, convergenti                          | assenti | non menzionate                                                                                | [ 5 ]  |
| Wirth (1987)           | Canacidae s.s. + Zalea     | non menzionate                                                                                          | assenti | spesso presenti                                                                               | [ 6 ]  |
| J. McAlpine (1989)     | Canacidae s.l.             | spesso presenti, distanziate e convergenti                                                              | assenti | ravvicinate, marcatamente divergenti, più o meno sviluppate, in Canacinae e alcuni Tethininae | [ 3 ]  |
| Freidberg (1995)       | Suffomyia                  | assenti                                                                                                 | assenti | presenti                                                                                      | [ 8 ]  |
| Mathis & Munari (1996) | Tethinidae s.s. + Zaleinae | da deboli a robuste, ampiamente separate, convergenti (eccetto Zaleinae), simulanti setole postocellari | assenti | a volte presenti, marcatamente divergenti                                                     | [ 9 ]  |
| Munari (1998)          | Tethinidae s.s. + Zaleinae | da deboli a robuste, ampiamente separate, convergenti (eccetto Zaleinae), simulanti setole postocellari | assenti | a volte presenti, marcatamente divergenti                                                     | [ 10 ] |
| Mathis (1998)          | Canacidae s.s.             | non menzionate                                                                                          | assenti | spesso presenti                                                                               | [ 11 ] |
| D. McAlpine (2007)     | Canacidae s.l.             | interpretate come vere postverticali (=postocellari sensu Steyskal)                                     | assenti nei Canacinae e in alcuni Apetaeninae, presenti negli altri taxa, più o meno distanziate, in genere convergenti, divergenti solo in alcuni Zaleinae | ricorrenti in diversi taxa dei Canacinae e dei Tethininae                                     | [ 4 ]  |

### Stadi giovanili
Gli stadi larvali della maggior parte dei Canacidae sono sconosciuti, ad eccezione di poche specie delle sottofamiglie dei Canacinae e degli Apetaeninae.
La larva dei Canacinae, nelle forme conosciute, è apoda e microcefala, di forma cilindrica ma affusolata alle due estremità, lunga 5–6 mm, con metameria evidente, di colore biancastro o giallastro. I segmenti addominali, dal secondo al settimo, sono provvisti ciascuno di un'area ambulacrale ventrale prominente, che si estende trasversalmente nella parte anteriore del segmento. Il sistema tracheale, nelle larve di 2ª e 3ª età, è anfipneustico: gli stigmi toracici sono portati da un processo filamentoso retrattile, presente ai lati del protorace, lungo circa un millimetro; quelli addominali sono invece portati all'apice di un tubo respiratorio che emerge dal nono urite, all'estremità caudale.
Il pupario è di colore bruno e ha una forma cilindrica e affusolata, del tutto simile, nell'aspetto, alla larva matura. Sul secondo segmento (primo segmento toracico) sono evidenti i due cornetti respiratori, di maggiore lunghezza rispetto ai processi respiratori della larva.

## Habitat e biologia
I Canacidae s.s. sono insetti associati prevalentemente agli ambienti costieri marini: le larve della maggior parte delle specie conosciute sono semiacquatiche e vivono nel piano mesolitorale delle coste, solo poche specie vivono in ambienti d'acqua dolce, rappresentati dalle acque fresche di torrenti montani.
I Tethinidae s.s. sono anch'essi associati ad ambienti costieri, per quanto siano sconosciute le larve della maggior parte delle specie. Gli adulti si rinvengono in genere in ambienti costieri sulla sabbia nuda, su cumuli di alghe e sulla vegetazione delle spiagge o delle retrodune, oppure nelle saline, in stagni e paludi litoranee, nelle mangrovie, sulle rive di laghi salati. Questo comportamento fa presumere che anche le larve dei Tethinidae siano per la maggior parte organismi alofili. Alcune specie dei Tethinidae si rinvengono anche in altri ambienti, come foreste, praterie, deserti, oppure in aree antropizzate, spesso in zone interessate da scarichi industriali o civili.
Il regime dietetico non è conosciuto, ma si presume che sia gli adulti sia le larve si nutrano di detriti organici e alghe. Alcune specie dell'areale subantartico sono note per essere associate alle colonie dei pinguini o di altri uccelli marini, in quanto gli adulti sono coprofagi e si nutrono di guano.

## Sistematica e filogenesi
Storicamente, Canacidae s.s. e Tethinidae s.s. sono state trattate come famiglie distinte per lungo tempo. Entrambe furono definite come famiglie da Hendel (1916), rispettivamente con i nomi Canaceidae e Tethinidae, Enderlein (1935) usò per la prima volta il nome Canacidae. Per decenni i Canacidae s.s. furono per lungo tempo considerati sistematicamente affini agli Ephydridae, ma tra la fine degli anni cinquanta e gli anni ottanta, fra i ditterologi che si sono occupati di filogenesi degli Schizophora, ha prevalso l'orientamento di correlare i Canacidae alla famiglia dei Tethinidae.
La posizione sistematica dei Canacidae s.s. e dei Tethinidae s.s. nei taxa di rango superiore cambia secondo lo schema tassonomico adottato dai diversi Autori. La tradizionale posizione fra gli Acalyptratae era supportata dagli Autori che ritengono monofiletica questa sezione (Hennig, J.F. McAlpine), mentre in altri schemi viene trattata la posizione in una superfamiglia nell'ambito degli Schizophora (Colless & D.K. McAlpine, Griffiths). Colless & D.K. McAlpine (1970) includevano sia i Canacidae sia i Tethinidae nella superfamiglia dei Drosophiloidea. Griffiths (1972), sostenitore della natura parafiletica degli Acalyptratae, inseriva i Tethinidae nei Tephritoinea, una delle otto "prefamiglie" in cui suddivideva la superfamiglia Muscoidea, ma ha trattato i Canacidae come incertae sedis. Hennig (1973) ha incluso sia i Tethinidae sia i Canacidae fra gli Acalyptratae incertae sedis. J.F. McAlpine (1989), che ha dettagliatamente articolato le relazioni filogenetiche fra le famiglie dei Cyclorrhapha, inserisce Tethinidae e Canacidae fra gli Acalyptratae, nella superfamiglia Carnoidea, sulla base del seguente cladogramma:
|  | Cryptochetidae+Chloropidae+Milichiidae                                   |
|  |                                                                          |
|  | \| \| Tethinidae \| \| \| \| \| \| Canacidae (incluso Zalea) \| \| \| \| |
|  |                                                                          |
|  | Tethinidae                                                               |
|  |                                                                          |
|  | Canacidae (incluso Zalea)                                                |
|  |                                                                          |

|  | Tethinidae                |
|  |                           |
|  | Canacidae (incluso Zalea) |
|  |                           |

|  | Cryptochetidae+Chloropidae+Milichiidae                                   |
|  |                                                                          |
|  | \| \| Tethinidae \| \| \| \| \| \| Canacidae (incluso Zalea) \| \| \| \| |
|  |                                                                          |
|  | Tethinidae                                                               |
|  |                                                                          |
|  | Canacidae (incluso Zalea)                                                |
|  |                                                                          |

|  | Tethinidae                |
|  |                           |
|  | Canacidae (incluso Zalea) |
|  |                           |

La relazione filogenetica tra Tethinidae e Canacidae s.s è sostenuta da McAlpine per le seguenti sinapomorfie:
- perdita delle setole postocellari;
- presenza di un paio di setole dorsocentrali presuturali;
- presenza di setole acrosticali prescutellari;
- presenza di setole sull'episterno dorsale, tre nei Tethinidae, 2-3 nei Canacidae;
- larve alofile associate ad un habitat costiero marino.

Come autapomorfie proprie dei Canacidae, McAlpine segnala la direzione lateroclinata (ovvero inclinata all'esterno) delle setole fronto-orbitali inferiori, la faccia prominente, le gene gene provviste di setole genuali incurvate verso l'alto, il clipeo largo, la presenza del ponte ipandriale provvisto di spine e l'edeago breve nel maschio e la conformazione dei cerci nella femmina, sclerificati, ricurvi e provvisti di 1-2 spine apicali.
La stretta affinità filogenetica faceva ipotizzare, già dagli anni ottanta, che Canacidae e Tethinidae potessero essere riuniti in un'unica famiglia. Questa ipotesi era prospettata sia da David Kendray McAlpine sia da James Francis McAlpine, tuttavia entrambi trattarono come distinte le due famiglie a causa di insufficienti elementi che potessero avallare l'unione. Freidberg (1995) ha definito un nuovo genere, Suffomyia, inserendolo nella sottofamiglia Zaleinae. In seguito all'aggiunta di Suffomyia, Freidberg ha ridefinito le relazioni filogenetiche fra le due famiglie arrivando alla conclusione che la sottofamiglia degli Zaleinae si colloca in una posizione intermedia fra i Tethinidae s.s. e i Canacidae s.s. e che non può trovare collocazione né fra i Canacidae né fra i Tethinidae. L'entomologo israeliano formulò perciò la proposta di unione dei tre taxa in un'unica famiglia che avrebbe dovuto prendere il nome di Canacidae, secondo le convenzioni del Codice Internazionale di Nomenclatura Zoologica. Pochi anni più tardi, Munari (1998) tratta i Tethinidae, nel Manual of Palaearctic Diptera, includendovi formalmente la sottofamiglia Zaleinae.
L'unione delle due famiglie è formalmente definita da D.K. McAlpine (2007). L'entomologo australiano ipotizza, per la nuova famiglia, tre autapomorfie:
- la presenza di una setola sul margine superiore dell'episterno dorsale diretta verso l'alto e di una o più setole sul margine posteriore;
- la presenza di un denso microtomento sulla membrana dell'ala, carattere inusuale;
- la presenza di caratteristici rilievi, denominati spicules, su formazioni dorsali trasversali nella cuticola della larva di terza età.

D. McAlpine, inoltre, adotta come sottogruppi le sottofamiglie definite in precedenza per suddividere le famiglie dei Canacidae e dei Tethinidae e vi posiziona i vari generi, individuando per ciascuna di esse le autapomorfie specifiche e le apomorfie condivise con altre sottofamiglie. La sola collocazione incerta riguarda il genere Plesiotethina, che McAlpine inserisce con riserva nella sottofamiglia Tethininae. Infine, l'Autore elabora le chiavi di determinazione tassonomica delle sottofamiglie e, approfondendo la trattazione degli Zaleinae, le chiavi di determinazione di generi e specie di quest'ultima sottofamiglia.
A distanza di pochi anni, la revisione sistematica di D.K. McAlpine trova ancora pochi riscontri, almeno nella tassonomia adottata nei cataloghi on line e nei principali siti che trattano dell'ordine dei Ditteri. Fra questi, il BioSystematic Database of World Diptera ha aggiornato la lista delle famiglie, riportando il nome Tethinidae come sinonimo di Canacidae, tuttavia non ha ancora aggiornato il database, attribuendo separatamente le varie specie alle vecchie famiglie sensu stricto.
Nel complesso, i Canacidae sensu lato comprendono oltre 300 specie ripartite fra sei sottofamiglie e 28 generi:
- Sottofamiglia Apetaeninae Mathis & Munari, 1996
  - Apetaenus Eaton, 1875 (=Listriomastax Enderlein, 1909, Macrocanace Tonnoir & Malloch, 1926). 4 specie, 3 sottospecie.
- Sottofamiglia Canacinae Jones, 1906.
  - Allocanace Munari, 2018. 1 specie.
  - Canace Haliday, 1837. 5 specie.
  - Canacea Cresson, 1924. 4 specie.
  - Canaceoides Cresson, 1934 (=Neocanace Curran, 1934). 9 specie.
  - Chaetocanace Hendel, 1914. 5 specie.
  - Dynomiella Giordani Soika, 1956. 5 specie.
  - Isocanace Mathis, 1982. 6 specie.
  - Nocticanace Malloch, 1933. 35 specie.
  - Paracanace Mathis & Wirth, 1978. 8 specie.
  - Procanace Hendel, 1913. 30 specie.
  - Trichocanace Wirth, 1951. 3 specie.
  - Xanthocanace Hendel, 1914 (=Myioblax Enderlein, 1935). 12 specie.
- Sottofamiglia Horaismopterinae Sabrosky, 1978
  - Horaismoptera Hendel, 1907. 3 specie[31].
  - Tethinosoma Malloch, 1930. 1 specie.
- Sottofamiglia Pelomyiinae Foster, 1976
  - Masoniella Vockeroth, 1987. 7 specie.
  - Neopelomyia Hendel, 1917. 2 specie.
  - Pelomyia Williston, 1893. 28 specie.
  - Pelomyiella Hendel, 1934. 8 specie.
- Sottofamiglia Tethininae Hendel, 1916
  - Afrotethina Munari, 1986. 8 specie.
  - Dasyrhicnoessa Hendel, 1934. 29 specie.
  - Sigaloethina Munari, 2004. 2 specie.
  - Plesiotethina Munari. 1 specie.
  - Pseudorhicnoessa Malloch, 1914. 2 specie.
  - Tethina Haliday, 1837  (=Rhicnoessa Loew). 77 specie.
  - Thitena Munari, 2004. 1 specie.
- Sottofamiglia Zaleinae McAlpine, 1985 (=Zalinae McAlpine, 1985)
  - Suffomyia Freidberg, 1995. 4 specie.
  - Zalea McAlpine, 1985 (=Zale McAlpine, 1982). 12 specie.

## Distribuzione
La famiglia ha un'ampia distribuzione ed è rappresentata in tutte le ecozone, ma con distribuzioni differenti secondo la sottofamiglia:
- Tethininae e Canacinae sono prevalentemente distribuiti nelle coste di regioni tropicali e temperate calde di tutte le regioni zoogeografiche, ma alcune specie si rivengono anche nell'entroterra o in regioni temperate fresche;
- gli Zaleinae sono rappresentati nell'ecozona australasiana, a varie latitudini, e in Medio Oriente
- gli Horaismopterinae sono presenti in Nuova Zelanda, in Medio Oriente, nelle coste dell'Oceano Indiano e in Namibia;
- i Pelomyiinae hanno un ampio areale che si estende anche alle regioni interne dei continenti e sono distribuiti nelle regioni neartica, neotropicale, paleartica  e afrotropicale;
- gli Apetaeninae sono presenti esclusivamente in isole e arcipelaghi dell'emisfero australe, a sud del 45º parallelo.

Un aspetto particolare relativo alla distribuzione mondiale dei Canacidae è la segnalazione della presenza di almeno 13 specie nelle Isole Galapagos, la maggior parte presumibilmente endemiche. Queste specie sono Canacea snodgrasii, Canaceoides angulatus, Nocticanace ashlocki, Nocticanace cancer, Nocticanace curioi, Nocticanace galapagenis, Nocticanace darwini, Nocticanace scapania, Nocticanace spinicosta, Nocticanace usingeri, Paracanace cavagnaroi, Paracanace maritima e Tethina insulans.
In Europa sono segnalate circa 40 specie appartenenti ai generi Tethina, Pelomyiella, Pelomyia, Canace e Xanthocanace, ma tre quarti di queste fanno capo al genere Tethina.
In Italia sono segnalate poco meno di venti specie, quasi tutte appartenenti al genere Tethina; le restanti appartengono ai generi Canace e Pelomyiella. La presenza di alcune specie nel territorio italiano e l'effettiva distribuzione di diverse Tethina sono tuttavia incerte.